# Het Smurfenparadijs
Het Smurfenparadijs is het 28ste stripalbum uit de reeks De Smurfen. Het verscheen in 2009. Het scenario werd geschreven door Thierry Culliford en Alain Jost, Pascal Garray is de tekenaar.

## Het verhaal
Knutselsmurf is overwerkt en krijgt van Grote Smurf de opdracht uit te rusten in de bergen. Hij bouwt er een eigen vakantieverblijf, maar dat blijft niet ongemerkt. Op den duur wil elke Smurf er zijn buitenverblijf, maar dat brengt ook problemen met zich mee: ook daar moet gewerkt worden. Er komt een beurtrol, maar ook de achterblijvers krijgen met problemen te kampen: wie doet het werk van de vakantiegangers? Grote Smurf besluit dan maar dat iedereen op vakantie kan. Schilder- en Dichtsmurf komen dan net terug om de drukte in het vakantieparadijs te ontlopen en ze blijven alleen achter. Op een dag komt Gargamel aan in het bijna verlaten dorp. De twee achterblijvers brengen de anderen op de hoogte waardoor die heimwee krijgen naar het dorp. Gargamel wordt weggelokt uit het dorp, maar die laat een spoor achter. Het wordt echter opgegeten door een beer.
Gargamel had de voorraden opgegeten, dus moeten de Smurfen aan de slag om nieuwe in te slaan: de vakantie is voorbij, maar daar blijkt geen Smurf echt erg om te geven na al de drukte die het paradijs met zich meebracht. Het Smurfenparadijs wordt een beverparadijs.